# Nicaria latisquamalis
Nicaria latisquamalis là một loài bướm đêm trong họ Crambidae.